# Anytime You Need
Az Anytime You Need (magyarul: Amikor csak akarod) Hayko örmény énekes dala, mellyel Örményországot képviselte a 2007-es Eurovíziós Dalfesztiválon Helsinkiben. A dal 2008. február 25-én, az örmény dalválasztó műsorban, az Evratesilben megszerzett győzelemmel érdemelte ki a dalversenyen való indulás jogát.

## Eurovíziós Dalfesztivál
2007. február 15-én vált hivatalossá, hogy az énekes is résztvevője az Evratesil mezőnyének. Dalával az február 24-i második elődöntőben versenyzett, ahonnan sikeresen továbbjutott a döntőbe. A február 25-én rendezett döntőben a zsűri és a nézők szavazatai alapján megnyerte a válogatóműsort, így ő képviselhette hazáját az Eurovíziós Dalfesztiválon.
Mivel az előző évben Örményország a legjobb tíz között végzett, így ebben az évben nem kellett versenyezniük az elődöntőben, így a dalt először a május 12-i döntőben adta elő, ahol fellépési sorrendben huszonharmadikként lépett fel, a Törökországot képviselő Kenan Doğulu Shake It Up Şekerim című dala után és a Moldovát képviselő Natalia Barbu Fight című dala előtt. A szavazás során összesítésben 138 ponttal (Grúziától és Törökországtól maximális pontot kapott) a verseny nyolcadik helyezettje lett.
A következő örmény induló Sirusho Qele qele című dala volt a 2008-as Eurovíziós Dalfesztiválon.

### Kapott pontok
Döntő
| Össz | Szavazó országok    | Szavazó országok | Szavazó országok | Szavazó országok | Szavazó országok | Szavazó országok | Szavazó országok | Szavazó országok | Szavazó országok | Szavazó országok | Szavazó országok | Szavazó országok | Szavazó országok | Szavazó országok | Szavazó országok | Szavazó országok | Szavazó országok | Szavazó országok | Szavazó országok   | Szavazó országok | Szavazó országok | Szavazó országok | Szavazó országok | Szavazó országok | Szavazó országok | Szavazó országok | Szavazó országok | Szavazó országok | Szavazó országok | Szavazó országok | Szavazó országok | Szavazó országok | Szavazó országok | Szavazó országok | Szavazó országok | Szavazó országok | Szavazó országok | Szavazó országok | Szavazó országok | Szavazó országok | Szavazó országok |
| Össz | Bosznia-Hercegovina | Spanyolország    | Fehéroroszország | Írország         | Finnország       | Macedónia        | Szlovénia        | Magyarország     | Litvánia         | Görögország      | Grúzia           | Svédország       | Franciaország    | Lettország       | Oroszország      | Németország      | Szerbia          | Ukrajna          | Egyesült Királyság | Románia          | Bulgária         | Törökország      | Moldova          | Izrael           | Ciprus           | Izland           | Montenegró       | Svájc            | Hollandia        | Albánia          | Dánia            | Horvátország     | Lengyelország    | Csehország       | Portugália       | Norvégia         | Málta            | Andorra          | Észtország       | Belgium          | Ausztria         |
| ---- | ------------------- | ---------------- | ---------------- | ---------------- | ---------------- | ---------------- | ---------------- | ---------------- | ---------------- | ---------------- | ---------------- | ---------------- | ---------------- | ---------------- | ---------------- | ---------------- | ---------------- | ---------------- | ------------------ | ---------------- | ---------------- | ---------------- | ---------------- | ---------------- | ---------------- | ---------------- | ---------------- | ---------------- | ---------------- | ---------------- | ---------------- | ---------------- | ---------------- | ---------------- | ---------------- | ---------------- | ---------------- | ---------------- | ---------------- | ---------------- | ---------------- |
| 138  |                     | 8                | 5                |                  |                  |                  |                  |                  |                  | 6                | 12               |                  | 10               |                  | 10               | 2                |                  | 5                |                    |                  | 8                | 12               | 2                | 5                | 8                |                  |                  |                  | 10               |                  |                  |                  | 10               | 10               |                  |                  |                  |                  |                  | 10               | 5                |

## Külső hivatkozások
- A dal videóklipje. YouTube-videó, Hayko, 2015. április 6.
- A dal előadása a döntőben. YouTube-videó, Eurovision Song Contest, 2007. május 12.